# Bart Baker
Bart Baker (sinh ngày 5 tháng 5 năm 1986) là một nghệ sĩ giải trí, diễn viên hài kịch trên mạng Internet, nhà sản xuất video, ca sĩ và nghệ sĩ parody người Mỹ. Anh nổi tiếng với việc làm ra những video parody của những bài hát nổi tiếng, được đăng trên kênh YouTube chính thức của anh. Anh được Billboard miêu tả là một trong những nghệ sĩ chuyên làm về parody âm nhạc sáng tác nhiều nhất. Bên cạnh công việc hoạt động trên YouTube, có hơn 9 triệu người đăng kí, Bart cũng thường được biết đến bởi những video ngắn trên Vine và Live.ly, sau này trở thành người phát thanh viên có doanh thu nhiều nhất. Các video của anh được miêu tả là "những parody chất lượng cao nhưng vẫn giữ nguyên bản gốc một cách rất hay".

## Cuộc sống đầu đời
Anh theo học Đại học Miami. Sau khi nhận thấy được tiềm năng của YouTube, anh bắt đầu quay phim lại video âm nhạc của riêng mình ở sau nhà trên một màn ảnh màu xanh lá cây. Lonely Island được miêu tả là một "nguồn cảm hứng lớn" đến Bart khi anh bắt đầu sự nghiệp.

## Sự nghiệp YouTube
Bart được động viên rất nhiều sau video đầu tiên của anh, "Look Into My Eyes While I Masturbate", kể về viễn cảnh đàn ông thủ dâm trong một thế giới tương lai khi robot thay thế toàn bộ phụ nữ trên Trái Đất. Video nhanh chóng nhận được khoảng 100.000 lượt xem, thúc đẩy Bart quyết định làm nhiều video hơn nữa. Video thứ hai của anh là một parody.

## Tranh cãi
Năm 2011, Baker sản xuất một bản nhái của "The Lazy Song" bởi Bruno Mars với tựa đề "The Jerk Off Song". YouTube đã tìm thấy nội dung xúc phạm và Baker bị buộc phải kiểm duyệt và xóa hầu hết các phần khiếm nhã.
Năm 2013, một bản nhái khác của Lorde bị Matt Pincus, Giám đốc điều hành của Songs Music Publishing, cho là bị cáo buộc vi phạm bản quyền.
Năm 2014, Caitlin Dewey của The Washington Post đã mô tả tác phẩm nhại của Nicki Minaj là Anaconda với tư cách là người quan hệ tình dục. Cô ấy nói: "Về bản chất, nó chỉ là một loạt những lời lăng mạ, mặc cái vỏ bọc của một trò đùa được tạo ra".
Năm 2016, Baker tuyên bố anh sẽ tranh cử Tổng thống Hoa Kỳ bằng cách thiết lập một bảng quảng cáo lớn ở Quảng trường Thời đại, mặc quần đùi boxer-Mỹ. Anh tin rằng ứng cử viên tổng thống của anh sẽ làm sáng tỏ bản chất của người nổi tiếng và cách nó ảnh hưởng đến chu kỳ bầu cử.
Năm 2018, anh tuyên bố rằng kênh của anh đã bị YouTube đóng cửa.
Vào ngày 6 tháng 9 năm 2019, Vice News báo cáo rằng sau khi YouTube tắt tính năng kiếm tiền của một số người dùng YouTube để đáp ứng các nhà quảng cáo thân thiện với gia đình, Baker đã chuyển đến Thượng Hải, Trung Quốc, nơi anh đã dịch và hát các bài hát tiếng Trung cho ứng dụng truyền thông xã hội Kwai, đồng thời dịch và hát các bản cover tiếng Anh của Bài hát tiếng Trung trên Douyin. Vào ngày 29 tháng 8 năm 2021, Baker đã tải lên video đầu tiên của mình trên YouTube sau hơn 3 năm. Anh ấy thông báo rằng anh ấy sẽ trở lại Hoa Kỳ vào tháng 9 năm 2021 và nói thêm rằng anh ấy sẽ có đủ khả năng để tạo ra nội dung mới, bao gồm cả những bản nhại không thường xuyên.